# Кубок Испании по футболу 1907
Кубок Испании 1907 — 5-й розыгрыш Кубка Испании по футболу, проводимый Королевской федерацией футбола Испании. Турнир проходил 24-30 марта 1907 года, победителем стал ФК Мадрид.

## Участники
На участие в турнире зарегистрировалось рекордное кол-во участников-11: ФК Барселона, Модерно Гвадалахары, Рекреативо, Сан-Себастьян РК, Атлетик Мадрид, Эксельсиор Мадрид, Испаниа Мадрид, Мадрид ФК, клуб Бискайя (слияние Атлетик Бильбао и Атлетик Бискайя) Гамильтон ФК Саламанки и Виго ФК. Кроме того, каталонский региональный чемпион, X Спортинг клуб, был приглашен, но снова отказался от участия в соревнованиях по финансовым причинам.
Команды ФК Барселона и Сан-Себастьян RC впоследствии отказались от участия, клуб Модерно Гвадалахара был отстранен организаторами турнира. Четыре команды Мадрида сыграли предварительные раунды, чтобы выбрать одного представителя мадридского региона. Мадрид ФК выиграл предварительные раунды и квалификацию.
Так что, в конце концов, пять команд приняли участие в турнире
- Рекреативо
- Мадрид ФК
- Клуб Бискайя
- Гамильтон ФК
- Виго ФК

## Групповой этап
| Виго ФК   | 3–3 | Рекреативо |
| --------- | --- | ---------- |
| ? · ? · ? |     | ? · ? · ?  |

| Клуб Бискайя                | 3–2 | Мадрид ФК                         |
| --------------------------- | --- | --------------------------------- |
| Симмонс · Говоага · Симмонс |     | Федерико Ревиулто · Мануэль Праст |

| Виго ФК   | 1–3 | Мадрид ФК                                            |
| --------- | --- | ---------------------------------------------------- |
| Гамблай ? |     | Хосе Гиралт ? · М. Окана ? (авт.) · Армандо Гиралт ? |

| Клуб Бискайя                                                                | 5–0 | Гамильтон ФК |
| --------------------------------------------------------------------------- | --- | ------------ |
| Томас Мурга · Симмонс · Херменегилдо Гарсия · Херменегилдо Гарсия · Симмонс |     |              |

| Гамильтон ФК | 2–0 | Рекреативо |
| ------------ | --- | ---------- |
| ? · ?        |     |            |

| Виго ФК               | 2–1 | Клуб Бискайя        |
| --------------------- | --- | ------------------- |
| Абало · Хосе Родригес |     | Hermenegildo García |

| Мадрид ФК                                                                    | 5–0 | Гамильтон ФК |
| ---------------------------------------------------------------------------- | --- | ------------ |
| Армандо Гиралт · Санчес Неяра · Санчес Неяра · Армандо Гиралт · Санчес Неяра |     |              |

| Клуб Бискайя  | 4–0 | Рекреативо |
| ------------- | --- | ---------- |
| ? · ? · ? · ? |     |            |

| Гамильтон ФК | 1–2 | Виго ФК       |
| ------------ | --- | ------------- |
| ?            |     | Ленди · Абало |

| Мадрид ФК                                                        | 4–2 | Рекреативо      |
| ---------------------------------------------------------------- | --- | --------------- |
| Санчес Наяра · Санчес Неяра · Федерико Ревуэлто · Armando Giralt |     | ? · Балбуэна GK |

| Команда         | Игр | Побед | Ничьи | Поражения | Заб. голы | Проп. голы | Очки |
| --------------- | --- | ----- | ----- | --------- | --------- | ---------- | ---- |
| Бискайя Бильбао | 4   | 3     | 0     | 1         | 13        | 4          | 6    |
| Мадрид ФК       | 4   | 3     | 0     | 1         | 14        | 6          | 6    |
| Виго ФК         | 4   | 2     | 1     | 1         | 8         | 8          | 5    |
| Гамильтон ФК    | 4   | 1     | 0     | 3         | 3         | 12         | 2    |
| Рекреативо      | 4   | 0     | 1     | 3         | 5         | 13         | 1    |

## Плей-офф ФИНАЛ
Для определения победителя было решено сыграть Финальный матч
| Мадрид ФК         | 1–0 | Бискайя Бильбао |
| ----------------- | --- | --------------- |
| Мануэль Праст 80′ |     |                 |

| Победитель          |
| ------------------- |
| ФК Мадрид 3-й титул |